# Festuca breviaristata
Festuca breviaristata är en gräsart som beskrevs av Pilg.. Festuca breviaristata ingår i släktet svinglar, och familjen gräs. Inga underarter finns listade i Catalogue of Life.